# زارينا دياز
زارينا دياز (بالروسية: Дияс, Зарина)‏ مواليد 18 أكتوبر 1993 في آلما أتا، كازاخستان. هي لاعبة كرة مضرب كازاخية مُحترفة. هي أعلى اللاعبات الكازخيات تصنيفاً في مُنافسات فردي السيدات.

## روابط خارجية
- زارينا دياز على موقع رابطة محترفات التنس (الإنجليزية)
- زارينا دياز على موقع الاتحاد الدولي لكرة المضرب (الإنجليزية)
- زارينا دياز على موقع كأس بيلي جين كينغ (الإنجليزية)
- زارينا دياز على موقع بطولة ويمبلدون (الإنجليزية)
- زارينا دياز على موقع خلاصة التنس.كوم (الإنجليزية)
- زارينا دياز على موقع إي إس بي إن.كوم (الإنجليزية)
- زارينا دياز على موقع اللجنة الأولمبية الدولية (الإنجليزية)
- زارينا دياز على موقع أوليمبيديا (الإنجليزية)